# Leukippos

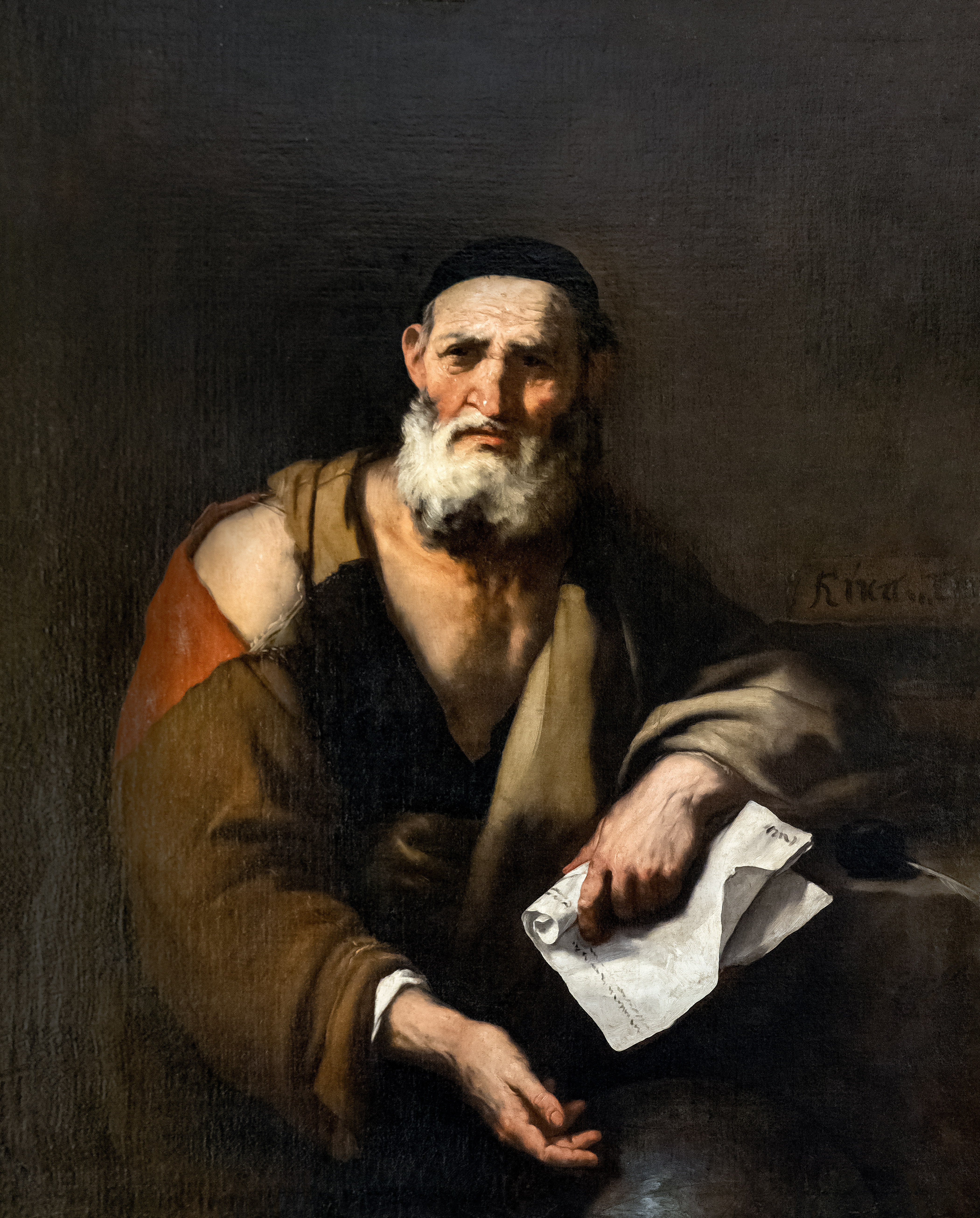
Leukippos z Miletu (mal. Luca Giordano, ok. 1652)

Leukippos z Miletu (stgr. Λεύκιππος Leukippos) – filozof grecki z V w. p.n.e., uznawany za twórcę atomizmu – teorii budowy materii, głoszącej, że jest ona zbudowana z małych, niepodzielnych, niezmiennych i nieprzenikliwych cząstek (atomów), otoczonych próżnią i różniących się między sobą kształtem, położeniem i porządkiem. 
W jego teorii atomy obdarzone są odwiecznym ruchem, popychając się i łącząc w znane nam rzeczy. Zmiany w przyrodzie tłumaczył łączeniem się i rozłączaniem atomów, a różnorodność substancji – różnorodnością formy i połączeń atomów. Jedyny znany nam dosłowny fragment pism Leukipposa (pozostałe zaginęły) pozwala uważać go za pierwszego deterministę na gruncie postawionej tezy: „Nic nie dzieje się bez przyczyny, lecz wszystko z jakiejś racji i konieczności” (Οὐδὲν χρῆμα μάτην γίγνεται, ἀλλὰ πάντα ἐκ λόγου τε καὶ ὑπ' ἀνάγκης). Prawdopodobnie jego ideą był „wielki ład świata”, włączony później do kanonu pism Demokryta.
Myśl Leukipposa kontynuował jego uczeń Demokryt z Abdery. Poglądy obydwu były na tyle zbieżne, że wobec niedostatku źródeł trudno ocenić dokładnie wkład Leukipposa w rozwój filozofii atomistycznej.